# Music Box (chanson d'Eminem)
Pour les articles homonymes, voir Music Box.
Pistes de Relapse: Refill
Taking My Ball
(5) Drop the Bomb on 'Em
(7)
Music Box est une chanson du rappeur américain Eminem, tirée de la réédition de l'album Relapse, Relapse: Refill sortie en 2009. Écrite et composée par Eminem, Dr. Dre, Mark Batson, Dawaun Parker et Trevor Lawrence, produite par Dr. Dre, elle n'est pas sortie en tant que single. La chanson est distribuée par Interscope Records, Aftermath Entertainment, le label de Dr. Dre et Shady Records, label fondé par Eminem et Paul Rosenberg. La chanson s'est classée quatre-vingt-deuxième aux États-Unis. Le titre, conçu comme un film d'horreur, fait référence à de nombreux faits divers.

## Liste des pistes
iTunes digital single
| No | Titre     | Auteur                                                                     | Producteur(s) | Durée |
| -- | --------- | -------------------------------------------------------------------------- | ------------- | ----- |
| 1. | Music Box | Marshall Mathers, Andre Young, Mark Batson, Dawaun Parker, Trevor Lawrence | Eminem        | 5:05  |

## Classements hebdomadaires
| Classement - pays (2010)            | Meilleure position |
| ----------------------------------- | ------------------ |
| États-Unis - Billboard Hot 100      | 82                 |
| Canada - Billboard Canadian Hot 100 | 63                 |